# Browser sniffing
Детекција прегледача (позната и као Браузер снифинг) је скуп техника која се користи у Беб сајтовима и Веб апликацијама да би се одредио Интернет прегледач који корисник користи, и да да одговарајући садржај посетиоцима на основу њиховог прегледача. Ова пракса се понекад користи да се заобиђу некомпатибилности између прегледача због погрешног тумачења HTML, Cascading Style Sheets (CSS), или Објектног модела документа (DOM). Док W3C одржава најновије централне верзије неких од најважнијих веб стандарда у форми препорука, у пракси ниједан програмер није направио прегледач који се придржава управо ових правила; имплементација других стандарда и протокола, као СВГ и XMLHttpRequest, такође варира. Као резултат тога, различити прегледачи приказују исту страну другачије, и тако је browser sniffing развијен да би детектовао прегледач у циљу да се обезбеди доследан приказ садржаја.
Такође се користи да детектује мобилне прегледаче и шаље их на сајтове оптимизоване за телефоне.

## Методе претраге

### Претрага на страни клијента
Веб странице могу да користе Програмски језик као Јаваскрипт који се тумаче преко корисничког агента, а резултати се шаљу на Web server.
На пример:
```
var
 
isIE
 
=
 
window
.
ActiveXObject
 
?
 
true
 
:
 
false
;

```

Овај код покреће клијент , а резултати се користе од стране другог кода за неопходна прилагођавања на страни клијента. У овом примеру, од рачунара клијента се тражи да утврди да ли прегледач може да користи опцију ActiveX. Пошто је ова опција у власништву Мајкрософта, позитиван резултат ће указати да клијент можда користи Мајкрософтов Интернет експлорер. Ово више није поуздан индикатор собѕиром да је Мајкрософт иѕбацио open-source ActiveX код, што значи да може да га користи било који прегледач.

### Стандардна метода детекције прегледача
Бев сервер комуницира са клијентом преко мрежног протокола познатог као HTTP, или Hypertext Transfer Protocol, који прецизира да клијент пошаље сервер ифнормације прегледача које се користе да се види Веб-сајт у кориснички стринг.

### Претрага од стране сервера
Обимне технике прегледача омогућавају стално праћење корисника чак и када корисници покушавају да остану под псеудонимом. Погледати отисак уређаја за више детаља у вези узимања отисака прегледача, која је релативно нова, обимна browser sniffing техника .

## Проблеми и стандарди
Многи сајтови користе browser sniffing да би утврдили да ли је прегледач посетиоца у стању да користити одређене функције (као што су Јаваскрипт, DHTML, ActiveX, или CSS), и приказује грешку ако се не користи одређени прегледач. Међутим, то је практично немогуће да се објасни јер постоји огроман број различитих прегледача на располагању корисницима. Генерално, бев дизајнер користи browser sniffing да утврди какву страницу да представи и тестира је на три, четири најпопуларнија прегледача, и пружа садржај прилагођен сваком од њих. Уколико корисник користи Кориснички агент који није тестиран, не постоји гаранција да ће бити представљена употребљива страна; стога, корисник може бити приморан да користи други прегледач или да избегава коришћење те одређене стране. W3C, који поставља стандарде за прављење веб страница, препоручује да се веб стране дизајнирају у складу са њиховим стандардима, и да се уреде тако да "изгледају елегантно" када се представљају на прегледачу који који не може да обради одређене стандарде.